# Grand Theft Auto: London 1961
Grand Theft Auto: London 1961 es una expansión gratuita para Grand Theft Auto y Grand Theft Auto: London, 1969. Tal como GTA: London 1969 usa el mismo motor que Grand Theft Auto. Esta expansión agrega nuevas misiones, 22 nuevos vehículos, una nueva secuencia y un nuevo mapa de duelo 2 jugadores basado en Mánchester.

## Juegos relacionados
Esta expansión toma lugar ocho años antes de lo sucedido en su predecesor GTA: London 1969. Sin embargo, para poder instalarlo es necesario tener la primera expansión y, por ende, el Grand Theft Auto. La expansión es sólo para PC y el fichero de sólo 7MB puede ser descargado gratuitamente en la página de GTA: London 1969.
- Grand Theft Auto: London 1969
- Grand Theft Auto